# Efik
Gli Efik sono una popolazione africana della Nigeria sudorientale e del Camerun occidentale. 
Parlano la lingua efik, appartenente al ramo Cross River delle lingue Benue-Congo, scritta con caratteri latini.
In Nigeria si trovano prevalentemente negli Stati di Cross River e Akwa Ibom, e in particolare nella città di Calabar, che rappresenta un punto di riferimento per la storia e la cultura Efik. Gli Efik sono stati infatti anche definiti "Calabar" o "Calabari" nella letteratura storica, in particolare prima del diciannovesimo secolo.

## Etimologia
L'etnonimo "Efik" deriva dalla radice verbale in lingua efik-ibibio fik, che significa "opprimere", a cui è aggiunto il prefisso plurale e-. Il termine si traduce perciò con ""oppressori", o "tiranni", anche se non è chiaro il motivo di questa derivazione semantica.

## Storia

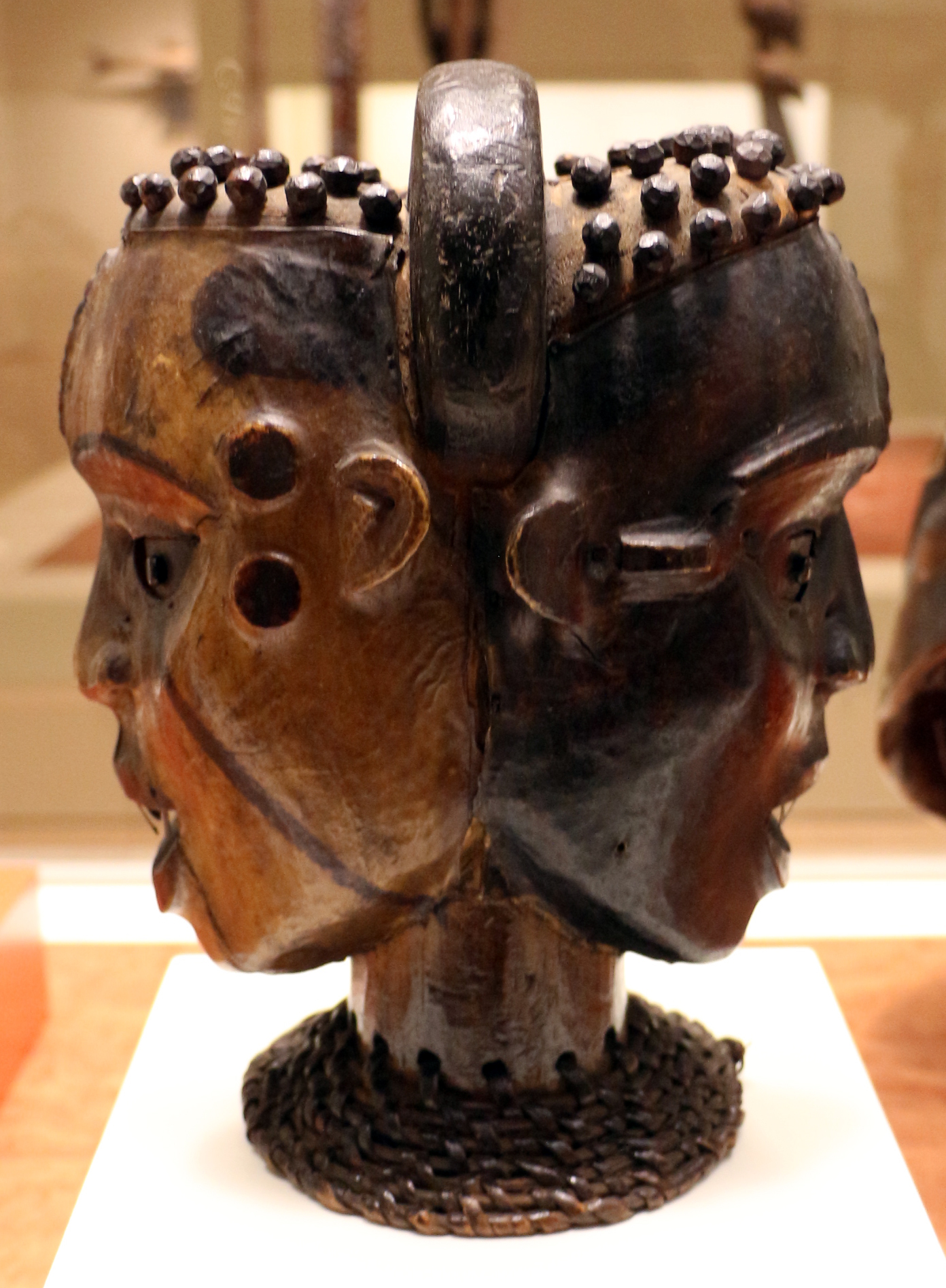
Cimiero a doppia faccia efik, circa 1900, Indianapolis Museum of Art

Anche se non condivisa da tutti gli storici, la teoria prevalente sull'origine degli Efik è che essi derivino dal vicino popolo degli Ibibio, con cui condividono molti aspetti culturali. In particolare secondo l'antropologo M.D.W. Jeffreys, gli Efik erano originariamente un clan Ibibio di nome Ebrutu, che si stabilì sul fiume Cross, nel territorio oggi noto come "Old Calabar".
La città-stato di Calabar prosperò nei secoli XVII e XVIII come un fiorente mercato di schiavi, e gli Efik stessi erano noti per il loro coinvolgimento in tale commercio, nel quale agivano come mercanti o intermediari tra i mercanti dell'entroterra e gli europei. Dopo il declino del commercio degli schiavi, gli Efik passarono all'attività di esportazione di olio di palma dal fiume Cross, oltre a quelle di gomma, avorio, legno di barbo e sequoia. Nei secoli precedenti all'avvento del colonialismo britannico, i mercanti Efik commerciarono con portoghesi, olandesi, inglesi e francesi.
A causa del ruolo di Calabar come centro commerciale, gli insediamenti Efik hanno sperimentato storicamente un alto tasso di immigrazione interna composta da sierraleonesi, libanesi, camerunensi, giamaicani e diverse altre comunità, e la moderna società Efik è perciò un crogiolo di persone di diversa origine. I bambini di discendenza materna Efik vengono comunque considerati Efik, e questa inclusività ha contribuito allo sviluppo e alla ricchezza culturale della società Efik.

## Religione
La popolazione è di religione animista e cristiana. Nella mitologia degli Efik, Abassi è il Dio creatore. Sua moglie Atai lo convinse a permettere a due esseri umani (loro figli, un maschio e una femmina) di colonizzare la Terra, proibendogli di riprodursi e lavorare con l'obbligo di tornare al Paradiso quando Abassi suonava la campana per il pranzo; queste regole furono fissate per non permettere loro di superare Abassi in forza e saggezza. Quando i figli violarono queste regole, Atai li uccise entrambi, e causò guerra e morte fra i loro discendenti.  Abassi e Atai furono così disgustati dai comportamenti dei loro discendenti che non si interessarono più delle loro vicende.